# Carnac
|  | No s'ha de confondre amb Karnak. |

Carnac (en bretó Karnag) és un municipi francès, situat al departament de Morbihan, a la regió de Bretanya. L'any 2011 tenia 4.227 habitants. És força conegut pels alineaments de Carnac.

## Geografia
Limita amb els municipis de Crac'h, Erdeven, Ploemel, Plouharnel i La Trinité-sur-Mer.

## Història
El seu nom potser prové del celta cairn, promontori.

## Demografia
| 1962                                        | 1968  | 1975  | 1982  | 1990  | 1999  | 2006  | 2011  |
| ------------------------------------------- | ----- | ----- | ----- | ----- | ----- | ----- | ----- |
| 3.065                                       | 3.655 | 3.733 | 3.962 | 4.243 | 4.444 | 4.445 | 4.227 |
| Des de 1962 : Població sense dobles comptes |       |       |       |       |       |       |       |

## Administració
| Període   | Identitat        | Partit        |
| --------- | ---------------- | ------------- |
| 1964-1996 | Christian Bonnet | RPR           |
| 1996-1998 | Olivier Buquen   |               |
| 1998-2001 | Francis Thomas   |               |
| 2001-2004 | Jacques Bruneau  | Divers droite |
| 2004-2010 | Michel Grall     | UMP           |
| 2010-2014 | Jacques Bruneau  | divers droite |
| 2014-     | Olivier Lepick   | UDI           |

## Cultura i patrimoni

### Llengua bretona
El 28 d'abril de 2006 el consell municipal va aprovar la carta Ya d'ar brezhoneg. A l'inici del curs 2007 el 10,3% dels alumnes del municipi eren matriculats a la primària bilingüe.

## Personatges il·lustres
- Alan Stivell